# Diego Gastón Herrera
Diego Gastón Herrera Zilioti es un futbolista argentino que se desempeña actualmente como delantero en el club Unión de Villa Krause SJ.

## Trayectoria
Disputó sólo un partido en la Primera División de Boca Juniorsen 1997 , pasó por Venezuela, Italia, Suiza y España. Jugó en el Deportivo Táchira en 1999 y regresó en la temporada 2001/02 . Después pegó el salto de calidad. Pasó por el Palermo italiano (2000/01), el Lugano suizo (2002/03) y el Real Jaén de España (2003/04), dónde hizo algunos goles y se convirtió en ídolo de la afición. Tanto es así que fue ovacionado muchos veces, a pesar de las malas rachas que le tocó vivir a la hora de convertir. El año pasado se desvinculó por diferencias económicas y se sumó a la Universidad de Las Palmas.

## Clubes
| Club                    | País      | Año             |
| ----------------------- | --------- | --------------- |
| Boca Juniors            | Argentina | 1997-1999       |
| Deportivo Táchira       | Venezuela | 1999-2000       |
| Palermo                 | Italia    | 2000-2001       |
| AC Lugano               | Suiza     | 2002-2003       |
| Real Jaén               | España    | 2003-2004       |
| Universidad Las Palmas  | España    | 2004-2005       |
| Zamora Club de Fútbol   | España    | 2005-2006       |
| Ceuta                   | España    | 2006-2007       |
| Alcoyano                | España    | 2007-2008       |
| Lucena CF               | España    | 2008            |
| Club Deportivo Roquetas | España    | 2008            |
| Alki Larnaca            | Chipre    | 2008            |
| Army United             | Tailandia | 2012            |
| Bragado Club            | Argentina | 2014-Actualidad |